# Kemerovo
Kemerovo (russo:  Ке́мерово; IPA: [ˈkʲemʲɪrəvə]
) é uma cidade industrial russa à beira do rio Tom. Encontra-se a noroeste de Novosibirsk (Sibéria). Conta com 520.600 habitantes. É a capital da Oblast de Kemerovo.

## Cidades-irmãs
- Salgótarján, Hungria

## História
Em 25 de março de 2018 um incêndio num centro comercial de Kemerovo provocou pelo menos 64 mortos, a maior parte dos quais crianças.

## Esporte
A cidade de Kemerovo é a sede do Estádio Shakhtyor, do FC KUZBASS Kemerovo e do FC Dínamo Kemerovo, que participa do Campeonato Russo de Futebol.[carece de fontes?]
Há uma arena coberta para bandy, e uma ao ar livre com grande capacidade de espectadores. Foi sede do Campeonato Mundial em 2007.